# U-126 (tàu ngầm Đức) (1940)
U-126 là một tàu ngầm tấn công  Lớp Type IX thuộc phân lớp Type IXC được Hải quân Đức Quốc Xã chế tạo trong Chiến tranh Thế giới thứ hai. Nhập biên chế năm 1941, nó đã thực hiện được sáu chuyến tuần tra, đánh chìm hay gây tổn thất toàn bộ cho 26 tàu buôn cùng một tàu chiến với tổng tải trọng 125.737 GRT và 450 tấn, đồng thời gây hư hại cho năm tàu buôn với tổng tải trọng 37.501 GRT. Trong chuyến tuần tra cuối cùng, U-126 bị một máy bay ném bom Vickers Wellington của Không quân Hoàng gia Anh đánh chìm trong vịnh Biscay về phía Tây Bắc mũi Ortegal, Tây Ban Nha vào ngày 3 tháng 7, 1943.

## Thiết kế và chế tạo

### Thiết kế
Thiết kế của tàu ngầm Type IXC có kích thước hơi nhỉnh hơn so với phân lớp Type IXB dẫn trước. Chúng có trọng lượng choán nước 1.120 t (1.100 tấn Anh) khi nổi và 1.232 t (1.213 tấn Anh) khi lặn. Con tàu có chiều dài chung 76,76 m (251 ft 10 in), lớp vỏ trong chịu áp lực dài 58,75 m (192 ft 9 in), mạn tàu rộng 6,76 m (22 ft 2 in), chiều cao 9,60 m (31 ft 6 in) và mớn nước 4,70 m (15 ft 5 in).
Chúng trang bị hai động cơ diesel MAN M 9 V 40/46 siêu tăng áp 9-xy lanh 4 thì, tổng công suất 4.400 PS (3.200 kW; 4.300 bhp), dẫn động hai trục chân vịt đường kính 1,92 m (6,3 ft), cho phép đạt tốc độ tối đa 18,3 kn (33,9 km/h), và tầm hoạt động tối đa 13.450 nmi (24.910 km) khi đi tốc độ đường trường 10 kn (19 km/h). Khi đi ngầm dưới nước, chúng sử dụng hai động cơ/máy phát điện Siemens-Schuckert 2 GU 345/34 tổng công suất 1.000 PS (740 kW; 990 shp). Tốc độ tối đa khi lặn là 7,3 kn (13,5 km/h), và tầm hoạt động 63 nmi (117 km) ở tốc độ 4 kn (7,4 km/h). Con tàu có khả năng lặn sâu đến 230 m (750 ft).
Vũ khí trang bị có sáu ống phóng ngư lôi 53,3 cm (21 in), bao gồm bốn ống trước mũi và hai ống phía đuôi, và mang theo tổng cộng 22 quả ngư lôi 53,3 cm (21 in). Tàu ngầm Type IX trang bị một hải pháo 10,5 cm (4,1 in) SK C/32 với 110 quả đạn, một pháo phòng không 3,7 cm (1,5 in) SK C/30 và hai pháo phòng không 2 cm (0,79 in) C/30. Thủy thủ đoàn bao gồm 4 sĩ quan và 44 thủy thủ.

### Chế tạo
U-126 được đặt hàng vào ngày 7 tháng 8, 1939, và được đặt lườn tại xưởng tàu AG Weser của hãng DeSchiMAG ở Bremen vào ngày 1 tháng 6, 1940. Nó được hạ thủy vào ngày 31 tháng 12, 1940, và nhập biên chế cùng Hải quân Đức Quốc Xã vào ngày 22 tháng 3, 1941 dưới quyền chỉ huy của Hạm trưởng, Đại úy Hải quân Ernst Bauer.

## Lịch sử hoạt động

### 1941
Sau khi hoàn tất việc huấn luyện trong thành phần Chi hạm đội U-boat 2, U-126 tiếp tục phục vụ cùng đơn vị này để hoạt động trên tuyến đầu cho đến khi nó bị mất.

#### Chuyến tuần tra thứ nhất
U-126 khởi hành từ cảng Kiel, Đức vào ngày 5 tháng 7, 1941 cho chuyến tuần tra đầu tiên trong chiến tranh. Nó tiến ra Bắc Hải, rồi băng qua khe GI-UK giữa Iceland và quần đảo Faroe để vòng qua quần đảo Anh, và hoạt động tại vùng biển Bắc Đại Tây Dương về phía Tây Ireland trước khi di chuyển đến phía Tây Bồ Đào Nha. Lúc 01 giờ 00 ngày 20 tháng 7, ở vị trí khoảng 650 nmi (1.200 km) về phía Tây Cornwall, Anh, nó phóng hai quả ngư lôi tấn công chiếc Canadian Star 8.293 GRT, nhưng chiếc tàu buôn Anh né tránh được. Chiếc U-boat tiếp tục tấn công bằng hải pháo và gây hư hại cho Canadian Star, nhưng đối thủ nả pháo chống trả và tăng tốc chạy thoát.
Đến ngày 27 tháng 7, U-126 phóng ngư lôi tấn công Đoàn tàu OG-69 ở vị trí khoảng 200 nmi (370 km) về phía Tây mũi Finisterre, Tây Ban Nha, đánh chìm được tàu buôn Na Uy Inga I 1.304 GRT, và tàu buôn Anh Erato 1.335 GRT. Đến ngày 4 tháng 8, chiếc U-boat dùng hải pháo đánh chìm chiếc thuyền buồm Anh Robert Max 172 GRT ở vị trí về phía Đông quần đảo Azores; rồi mười ngày sau đó, 14 tháng 8, ở vị trí về phía Tây Bồ Đào Nha, nó phối hợp cùng tàu ngầm Ý Guglielmo Marconi để đánh chìm chiếc tàu buôn Nam Tư Sud 2.589 GRT bằng hải pháo và ngư lôi. U-125 kết thúc chuyến tuần tra tại cảng Lorient bên bờ Đại Tây Dương của Pháp đã bị Đức chiếm đóng vào ngày 24 tháng 8. Lorient trở thành căn cứ hoạt động chính của chiếc tàu ngầm cho đến khi nó bị mất.

### 1943

#### Chuyến tuần tra thứ sáu – Bị mất
U-126 xuất phát từ cảng Lorient vào ngày 20 tháng 3, 1943 cho chuyến tuần tra thứ sáu, cũng là chuyến cuối cùng, và di chuyển xuống phía Nam để hoạt động trong Đại Tây Dương ngoài khơi bờ biển Tây Phi. Vào ngày 30 tháng 5, nó phóng ngư lôi tấn công Đoàn tàu TS-31, và một quả đã đánh trúng chiếc tàu Liberty Hoa Kỳ Flora MacDonald 7.177 GRT ở vị trí về phía Nam Freetown Sierra Leone. Flora MacDonald đã không đắm, được cho mắc cạn tại Freetown và chất dỡ hàng hóa vận chuyển, nhưng được xem là một tổn thất toàn bộ. Đến ngày 2 tháng 6, chiếc U-boat phóng ngư lôi tấn công và gây hư hại chiếc tàu chở dầu Anh Standella 6.197 GRT ở vị trí ngoài khơi Freetown.
Vào ngày 15 tháng 6, U-126 bị một máy bay không rõ nhận dạng tấn công ngoài khơi Freetown, và bị hư hại nặng. Trên đường quay trở về căn cứ vào ngày 3 tháng 7, chiếc U-boat bị một máy bay ném bom Vickers Wellington thuộc Liên đội 172 Không quân Hoàng gia Anh thả mìn sâu đánh chìm trong vịnh Biscay về phía Tây Bắc mũi Ortegal, Tây Ban Nha, tại tọa độ 52°30′B 45°20′T / 52,5°B 45,333°T. Toàn bộ 55 thành viên thủy thủ đoàn của U-126 đều đã tử trận.

### Tóm tắt chiến công
U-126 đã đánh chìm hay gây tổn thất toàn bộ cho 26 tàu buôn cùng một tàu chiến với tổng tải trọng 125.737 GRT và 450 tấn, đồng thời gây hư hại cho năm tàu buôn với tổng tải trọng 37.501 GRT:
| Ngày              | Tên tàu         | Quốc tịch              | Tải trọng | Số phận          |
| ----------------- | --------------- | ---------------------- | --------- | ---------------- |
| 20 tháng 7, 1941  | Canadian Star   | United Kingdom         | 8.293     | Bị hư hại        |
| 27 tháng 7, 1941  | Erato           | United Kingdom         | 1.335     | Bị đánh chìm     |
| 27 tháng 7, 1941  | Inga I          | Norway                 | 1.304     | Bị đánh chìm     |
| 4 tháng 8, 1941   | Robert Max      | United Kingdom         | 172       | Bị đánh chìm     |
| 14 tháng 8, 1941  | Sud             | Yugoslavia             | 2.589     | Bị đánh chìm     |
| 10 tháng 10, 1941 | HMS LCT-102     | Hải quân Hoàng gia Anh | 450       | Bị đánh chìm     |
| 10 tháng 10, 1941 | Nailsea Manor   | United Kingdom         | 4.926     | Bị đánh chìm     |
| 19 tháng 10, 1941 | Lehigh          | United States          | 4.983     | Bị đánh chìm     |
| 20 tháng 10, 1941 | British Mariner | United Kingdom         | 6.996     | Tổn thất toàn bộ |
| 13 tháng 11, 1941 | Peru            | United Kingdom         | 6.961     | Bị đánh chìm     |
| 2 tháng 3, 1942   | Gunny           | Norway                 | 2.362     | Bị đánh chìm     |
| 5 tháng 3, 1942   | Mariana         | United States          | 3.110     | Bị đánh chìm     |
| 7 tháng 3, 1942   | Barbara         | United States          | 4.637     | Bị đánh chìm     |
| 7 tháng 3, 1942   | Cardonia        | United States          | 5.104     | Bị đánh chìm     |
| 8 tháng 3, 1942   | Esso Bolivar    | Panama                 | 10.389    | Bị hư hại        |
| 9 tháng 3, 1942   | Hanseat         | Panama                 | 8.241     | Bị đánh chìm     |
| 12 tháng 3, 1942  | Olga            | United States          | 2.496     | Bị đánh chìm     |
| 12 tháng 3, 1942  | Texan           | Hải quân Hoa Kỳ        | 7.005     | Bị đánh chìm     |
| 13 tháng 3, 1942  | Colabee         | United States          | 5.518     | Bị hư hại        |
| 3 tháng 6, 1942   | Høegh Giant     | Norway                 | 10.990    | Bị đánh chìm     |
| 15 tháng 6, 1942  | Dutch Princess  | United Kingdom         | 125       | Bị đánh chìm     |
| 16 tháng 6, 1942  | Arkansan        | United States          | 6.997     | Bị đánh chìm     |
| 16 tháng 6, 1942  | Kohuku          | United States          | 6.062     | Bị đánh chìm     |
| 27 tháng 6, 1942  | Leiv Erikson    | Norway                 | 9.952     | Bị đánh chìm     |
| 29 tháng 6, 1942  | Mona Marie      | Canada                 | 126       | Bị đánh chìm     |
| 1 tháng 7, 1942   | Warrior         | United States          | 7.551     | Bị đánh chìm     |
| 3 tháng 7, 1942   | Gulfbee         | United States          | 7.104     | Bị hư hại        |
| 1 tháng 11, 1942  | George Thatcher | United States          | 7.176     | Bị đánh chìm     |
| 4 tháng 11, 1942  | Oued Grou       | United Kingdom         | 792       | Bị đánh chìm     |
| 5 tháng 11, 1942  | New Toronto     | United Kingdom         | 6.568     | Bị đánh chìm     |
| 30 tháng 5, 1943  | Flora MacDonald | United States          | 7.177     | Tổn thất toàn bộ |
| 2 tháng 6, 1943   | Standella       | United Kingdom         | 6.197     | Bị hư hại        |